# Joan E. Goody
Joan E. Goody (1 de diciembre de 1935 – 8 de septiembre de 2009) fue una reconocida arquitecta estadounidense, influyente a finales del siglo XX y comienzos del siglo XXI en la preservación de la arquitectura histórica y moderna en la ciudad de Boston. Fue autora de muchos libros sobre arquitectura, incluyendo un texto sobre las nuevas tendencias en construcción en Boston, titulado New Architecture in Boston (La Nueva Arquitectura en Boston). Goody fue miembro del Instituto Americano de Arquitectos y socia cofundadora de la firma "Goody, Clancy & Associates, Inc." de Boston.

## Publicaciones
- New Architecture in Boston (Nueva Arquitectura en Boston) MIT Press; 1965
- Progressive Architecture (Arquitectura Progresiva) (1984), p. 82-87
- Architecture: the AIA journal (Arquitectura, diario de la AIA) (1985), p. 240-251, 312-320